# Baipás gástrico
El baipás o bypass gástrico o cirugía de derivación gástrica es una de las técnicas de cirugía bariátrica, es decir para tratamiento de la obesidad mórbida y es un procedimiento de tipo mixto: restrictivo y malabsortivo. Es la técnica más utilizada en EUA y en otros países, debido a su escasa morbimortalidad, buenos resultados a largo plazo y excelente calidad de vida tras la cirugía.

## Técnica
El procedimiento consiste en disminuir y restringir la absorción de los alimentos creando un reservorio pequeño a expensas de la curvatura menor del estómago separado del resto del estómago para evitar un efecto fístula más una desviación al intestino delgado en Y de Roux, consiguiendo de esta manera una saciedad precoz por el componente restrictivo más una mala absorción que añade eficacia a la técnica.
En otras palabras, se reducen dos elementos: el tamaño útil del estómago, dejando sólo una pequeña porción en uso, y la parte inicial del intestino delgado (conocida como duodeno). La pequeña porción de estómago que se mantiene en uso se conecta con la parte media del intestino delgado, de manera que los alimentos ingeridos no atravesarán la parte descartada del estómago ni del duodeno. Se consigue con ello varios efectos: reducir la asimilación de alimentos ingeridos, estar saciados con menos cantidad de alimento (el estómago más pequeño se llena antes), y disminuir la producción de insulina por el páncreas. No obstante, el estómago descartado y el duodeno no se extraen del paciente, sino que se conectan a la parte media del intestino delgado, para permitir que los jugos gástricos ayuden a digerir la comida (ver imagen). 
La técnica también actúa por efecto hormonal pues produce una disminución de la ghrelina así como del péptido inhibidor gástrico (GPI) que se encuentran aumentados en los obesos.
El procedimiento se hace por vía abierta (laparotomia) y por vía laparoscópica, siendo esta última vía la más usada por reducir la estancia hospitalaria y presentar menos complicaciones de la herida o morbilidad postoperatoria, así como permitir al paciente reanudar sus actividades en menor tiempo.
A esto se le puede agregar la extirpación o amputación de las glándulas excretadoras las cuales son las que le ordenan al cuerpo el comer, si se está lleno al interior del estómago o si tienes que ir al baño etc. estas son las glándulas. En el extremo del píloro del estómago se encuentran las glándulas secretoras que producen una hormona llamada gastrina. Cuando la gastrina se absorbe, estimula a las glándulas secretoras. La mucosa del estómago contiene millones de glándulas gástricas microscópicas que secretan mucus y jugo gástrico (con enzimas y ácido clorhídrico).
Las glándulas del cardias están situadas alrededor de la unión gastroesofágica. Las células endócrinas que posee en el fondo producen gastrina. Las glándulas oxínticas, gástricas o fúndicas se localizan sobre todo en el fondo y cuerpo del estómago y producen la mayor parte del jugo gástrico. Están muy juntas unas con otras, tienen una luz muy estrecha y son muy profundas. El estómago posee 15 millones de glándulas oxínticas, que están compuestas por 5 tipos de células:
- Principales o zimógenas son las células que producen el pepsinógeno.
- Oxínticas o parietales son las células que segregan el ácido clorhídrico.
- Mucosas del cuello segregan mucosa alcalina.
- Endocrinas pueden ser células G (liberadoras de gastrina), D (segregan somatostatina), EC (segregan serotonina) o células cebadas (liberadoras de histamina).
- Células madre que generan todos los tipos celulares, excepto las células endocrinas.

## Resultados
Con la derivación gástrica el grado de pérdida de peso es variable y depende básicamente de la conducta del paciente después de la intervención, siendo indispensables un adecuado régimen complementario dietético y de ejercicios. La pérdida de peso (entre el 50 al 75% del peso excesivo inicial) suele producirse durante los 6 a 12 meses después de la intervención después de lo cual tiende a estabilizarse, y si el paciente no sigue el régimen de dieta y ejercicios que recomiende el médico podría recuperar parte del peso perdido.
Igualmente, algunos estudios han demostrado que en caso de Diabetes Mellitus tipo 2 la técnica también produce una disminución de los niveles de insulina y de glicemia. Por tal razón muchos presentaron esos resultados para señalar que era una cura de la Diabetes Mellitus insulinodependiente, pero otros autores recomiendan considerar que hay una remisión o regresión que requiere vigilancia de los pacientes y que aún queda por demostrarse su resultado a mayor plazo.